# Värnplikt i Finland

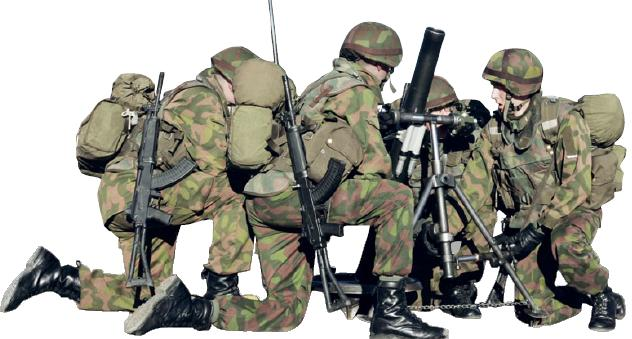
Finländsk granatkastarservis

Värnplikten gäller alla finländska män med undantag för det demilitariserade Åland. Årligen utbildar Finlands försvarsmakt omkring 27 000 värnpliktiga. Ungefär 80 procent av finländska män genomför sin värnplikt i den finländska Försvarsmakten.

## Omfattning
Värnplikten gäller från det år då man fyller 18 till slutet av det år då man fyller sextio år. De värnpliktiga kallas till uppbåd (mönstring) det år de fyller 18. Vid uppbådet besluts om eventuellt uppskov eller om tid och plats för beväringsstjänst (grundutbildning). Uppskov kan beviljas för några år i taget, till exempel på grund av studier, högst till slutet av det år den värnpliktige fyller 28 år.
Värnpliktiga gör sin grundutbildning i Finlands försvarsmakt som så kallade beväringar i 165, 255 eller 347 dagar. De som utbildas till vanligt manskap (meniga) tjänstgör i regel 165 dagar, manskap med vissa specialuppdrag, till exempel medicinalmän (sjukvårdsmän) och militärpoliser tjänstgör 255 dagar. Militärförare (fordonsförare), underofficerare (undersergeanter, sergeanter och reservofficersaspiranter) tjänstgör 347 dagar. Efter grundutbildningen kan de värnpliktiga kallas till repetitionsövningar (och till tjänstgöring vid hot om krig eller i samband med till exempel naturkatastrofer). Repetitionsutbildningens längd är enligt lagen 40, 75 eller 100 dagar, i praktiken betydligt kortare.

## Tjänstgöring

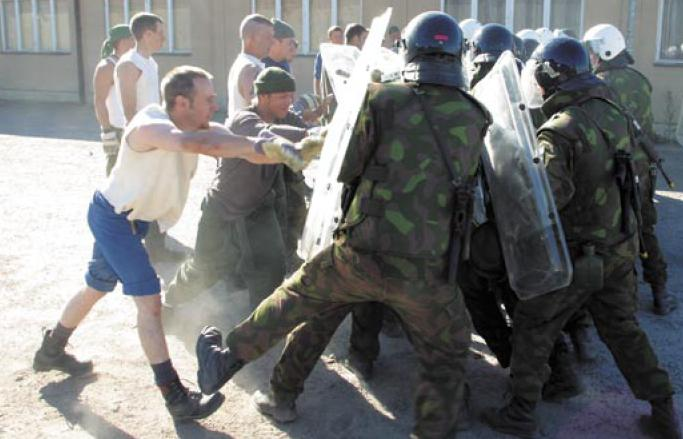
Soldater under utbildning i kravallhantering.

Grundutbildningen är likadan för alla, oavsett truppslag eller enhet, och omfattar omkring två månader, vilket avslutas med att soldaterna svär faneden. Därefter följer en specialistutbildning, då soldaterna får sin fackutbildning, beroende på truppslag. Slutligen genomförs trupputbildningen, då utbildningen är inriktad på att skapa ett fungerande krigsförband. Inför specialistutbildningen kan soldaterna söka till det truppslag eller förband man önskar, men det finns ingen garanti att man antas. Särskilt specialförbanden, till exempel attackdykarna i Obbnäs, fallskärmsjägarna i Uttis och kustjägarna i Dragsvik, ställer höga krav på soldaternas fysiska och mentala förmåga. Nylands brigad är Finlands enda svenskspråkiga förband.

## Faneden

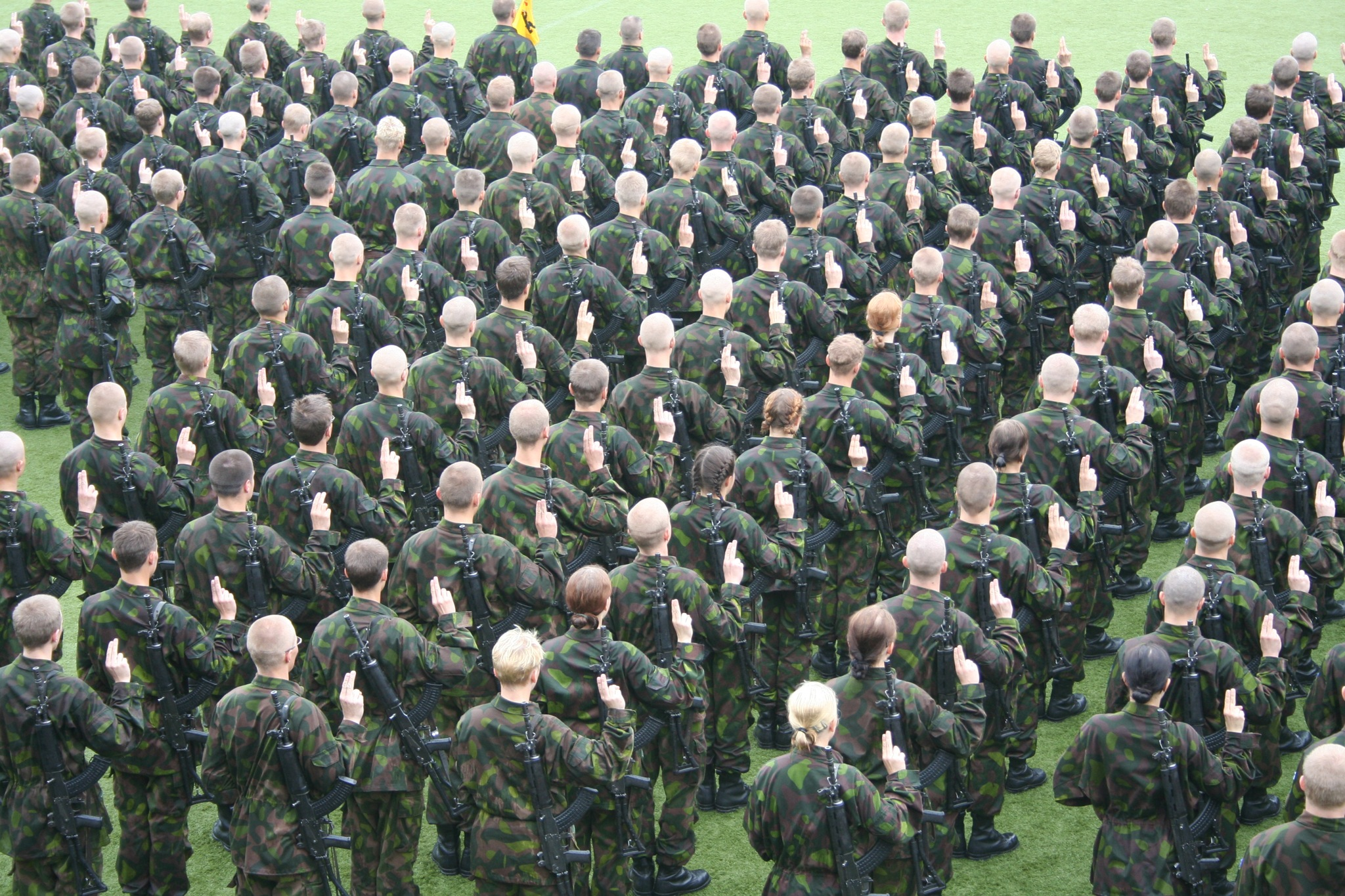
Finländska beväringar svär faneden

Alla soldater måste svära en faned som förbinder dem att försvara landet närhelst det kallar.
Jag N.N. lovar och försäkrar
(I eden) inför Gud den allsmäktige och allvetande,
(I försäkran) på heder och samvete,
att vara en pålitlig medborgare, trogen Finland. Jag vill tjäna mitt land uppriktigt och med all min förmåga eftersträva och främja dess väl och bästa.
Jag ska alltid, såväl i fred som i krig, försvara mitt fosterland, dess lagliga statsskick och landets lagliga överhöghet. Om jag märker eller får veta något som är i görningen för att störta landets lagliga överhöghet eller för att upphäva landets statsskick ska jag genast meddela myndigheterna detta.
Jag viker inte i något läge från min trupp eller från min post, utan så länge jag har krafter ska jag fullgöra mitt uppdrag.
Jag lovar att uppföra mig redbart och rakryggat, att lyda mina överordnade, följa lagar och förordningar samt bevara tjänstehemligheter som anförtrotts mig. Jag ska också vara rättfram och hjälpsam mot mina kamrater i tjänst. Jag ska aldrig bryta mot min tjänsteplikt, varken på grund av släktskap, vänskap, avund, ovänskap eller fruktan eller på grund av gåvor eller av annan orsak.
Om jag får i uppgift att leda andra ska jag vara rättvis mot dem, se till deras välbefinnande, informera mig om deras önskemål, vara deras rådgivare och handledare och själv vara ett gott och sporrande föredöme.
Allt detta vill jag göra på heder och samvete. 

## Civiltjänst
De som på grund av personlig övertygelse, till exempel livsåskådning, inte vill tjänstgöra i försvarsmakten (det vill säga bära vapen), kan istället få utföra civiltjänst (vapenfri tjänst) om 12 månader. Civiltjänsten innebär dock inte en friskrivning från värnplikt, utan vid en eventuell mobilisering underställs de värnpliktiga istället i första hand civiltjänstcentralen eller räddningsväsendet.

## Ålänningar är befriade från värnplikt
Ålänningar är befriade från värnplikten. Enligt Ålands landstings webbplats beror detta inte på Ålands demilitarisering, utan befrielsen är främst ett språkskydd. Till skillnad från övriga Finland är Åland enligt lag enspråkigt svenskt. Ålänningar är i princip skyldiga att istället utföra motsvarande tjänst inom civila myndigheter, men sådan har inte ordnats. Under andra världskriget organiserades Ålands hemvärn.

## Dagpenning
Beväringarna får en dagpenning de första fem och halv månaderna 6,10 € (2025). Därefter höjs lönen till 10,15 €, för att ytterligare höjas till 14,15 € efter åtta och halv månaders tjänstgöring.

## Kritik
Namninsamlingen för ett så kallat medborgarinitiativ med syfte att slopa värnplikten inleddes i september 2013. Initiativet motiveras med att värnplikten är en dyr, ojämlik och föråldrad försvarslösning. Det fick ingen större uppmärksamhet och fick inte det antal namnunderskrifter som krävs för ett medborgarinitiativ.